# Nagy Gábor György
Nagy Gábor György (Debrecen, 1966. november 2. –) Munkácsy Mihály-díjas (2012) magyar grafikusművész, egyetemi tanár.

## Életpályája
1985–1990 között a nyíregyházi Bessenyei György Tanárképző Főiskola biológia-rajz szakos hallgatója volt. 1990 óta Budapesten él. 1990-ben Maurer Dóra műhelyében gyakorolt. 1990–1995 között a Magyar Képzőművészeti Főiskola festő szakos hallgatója volt, ahol Károlyi Zsigmond és Molnár Sándor oktatta. 1993-ban a salzburgi Nyári Akadémia, 1994-ben a hágai Király Akadémia ösztöndíjasa volt. 1994-től a Fiatal Képzőművészek Stúdiójának tagja, 2001-től tiszteletbeli tagja. 1995-től a MAOE tagja. 1996-ban a nürnbergi Képzőművészeti Akadémián volt ösztöndíjas. 1996–1997 között a Magyar Képzőművészeti Főiskola Mesterképző Intézetében tanult képgrafikát; Kocsis Imre oktatta. 1997-től a Magyar Grafikusművészek Szövetségének tagja. 1998-ban videó- és kompjúterművészeti tanfolyamon vett részt. 1999-től a Magyar Rézkarcolók Egyesületének tagja. 2001-ben a Római Magyar Akadémia ösztöndíjasa volt. 2009-től a Nyugat-Magyarországi Egyetem oktatója. 2019-től az Eötvös Loránd Tudományegyetem Savaria Egyetemi Központ (SEK) Vizuális Művészeti Tanszék (VMT) oktatója.
Az 1990-es évek személytelenül, érzelemmentesen alkotó, számítógéppel és nyomtatóval dolgozó, nagyméretű, fotó alapú grafikákat készítő nemzedékének karakteres képviselője. Egyaránt alkalmazta a hagyományos és a modern technikát: készített rézkarcot és hidegtűt, valamint számítógépes nyomatokat (Federico copy sorozat, 1998).

## Kiállításai
| - 1997, 2000-2004, 2006, 2009-2010, 2013, 2015-2017 Budapest - 2005 Verőce, Prága - 2008 Prága - 2015 Szombathely - 2021, 2023 Tatabánya | - 1991 Párizs - 1992, 1994-1995, 1997-1999 Budapest - 1993 Berlin, Győr, Miskolc - 1994 Szekszárd, Krakkó - 1995 Prága-Krakkó - 1996 Pécs, Miskolc - 1998 Miskolc, Csíkszereda, Trieszt |

## Díjai
- Barcsay Jenő-díj (1997)
- Magyar Grafika Díj (1997)
- Rank Xerox-díj (1997)
- Derkovits Gyula képzőművészeti ösztöndíj (1997-2000)
- Debrecen város Nívódíja (1998)
- a Magyar Alkotóművészek Országos Egyesületének díja (1998)
- Miskolc város fődíja (2004)
- Magyar Grafikusművészek Szövetségének díja (2004)
- Győr-Sopron megye díja (2005)
- XIII. Országos Rajzbiennálé fődíja (2006)
- Prága város (I.) díja (2006)
- Tornyai János-plakett (2007)
- Zsűri kiállítási díja (2010)
- Prokontrart’s Pannonica kiállítás különdíja (2011)
- Munkácsy Mihály-díj (2012)
- Cseh Grafikus Szövetség Díja (2012)